# Union-Observatorium
Das Union-Observatorium (englisch Union Observatory, Republic Observatory, Johannesburg Observatory) war eine Sternwarte im Vorort Observatory von Johannesburg in Südafrika. Es trägt den Sternwarten-Code 078. 
Der Name wurde im Laufe der Zeit mehrmals geändert. 1903 als Transvaal Meteorological Department auf dem Observatory Ridge gegründet, war es von 1909 bis 1912 unter dem Namen Transvaal Observatory bekannt, darauf trug es von 1912 bis 1961 die Bezeichnung Union Observatory, um dann in Republic Observatory umbenannt zu werden. Aufgrund der steigenden Lichtverschmutzung im Umfeld von Johannesburg erfolgte 1971 die Schließung.
Zur gleichen Zeit beschloss die südafrikanische Regierung, die gesamte astronomische Forschung unter dem Dach des South African Astronomical Observatory (SAAO) zusammenzufassen. Die wichtigsten Teleskope wurden in die Beobachtungsstation der SAAO in Sutherland verbracht. Das Radcliffe Observatory in Pretoria fiel dieser Entscheidung gleichfalls zum Opfer.
Eine der wichtigsten je am Union-Observatorium gemachten Beobachtungen war die Entdeckung von Proxima Centauri im Jahre 1915 durch den damaligen Direktor Robert Innes.

## Weblink
- Republic Observatory. auf www.assa.saao.ac.za (englisch)

Koordinaten: 26° 11′ 3,3″ S, 28° 4′ 27,2″ O